# 노랑배붓털쥐
노랑배붓털쥐(Lophuromys luteogaster)는 쥐과 붓털쥐속에 속하는 설치류이다. 콩고민주공화국과 르완다, 우간다에서 발견된 기록이 있다. 우림과 습지에서 서식한다. 희귀종으로 간주되고 있지만, 개체군에 대한 현존하는 주요 위협 요인은 없기 때문에 국제 자연 보전 연맹(IUCN)이 "관심대상종"으로 분류하고 있다.